# Rally Master Pro
Rally Master Pro es un videojuego de carreras desarrollado y publicado por Fishlabs para J2ME, iOS y Zeebo.

## Jugabilidad
Rally Master Pro ofrece 27 pistas diferentes, donde se deben competir los niveles "Amateur", "Profesional" y "Expert".
En el juego, además de las carreras, el jugador debe enfrentarse a minijuegos en los que se reparan coches.

### iPhone y iPod Touch
Las versiones del juego para iPhone y iPod Touch han sido completamente remasterizadas respecto a la versión móvil original, con un total de cuatro veces más polígonos que en su versión original además de efectos visuales adicionales.

### Zeebo
Para el lanzamiento en la consola Zeebo, el juego fue mejorado gráfica y acústicamente, utilizando como base de conversión la versión para iPhone y iPod Touch. Los controles fueron adaptados para el gamepad Zeebo, recibiendo mejoras y mayores dificultades.